# 岡山県笠岡陸上競技場
岡山県笠岡陸上競技場（おかやまけん かさおかりくじょうきょうぎじょう）は、岡山県笠岡市平成町の笠岡総合スポーツ公園内にある陸上競技場。

## 概要
晴れの国おかやま国体にあわせ笠岡湾干拓地に岡山県と笠岡市が共同整備、施設は県が所有し運営管理は笠岡市が受託して行っている。球技場としても使用される。
三菱自動車水島FC（ホームタウンは倉敷市）が日本フットボールリーグに所属していた当時（2005年から2009年）は当競技場をホームスタジアムとしていた。また、日本女子サッカーリーグのFC吉備国際大学Charmeは、2013年に1部リーグ（なでしこリーグ）に昇格したことで高梁市内の競技場が開催規格を満たさなくなったため、当競技場を事実上のホームスタジアム（2013年は、なでしこリーグカップを含むホームゲーム13試合中8試合を開催）としている。

## 施設
陸上トラックは一般的な黄土色ではなく青色のアンツーカーを採用、トラック内側のフィールドは各種球技にも利用できるよう天然芝になっている。
- 日本陸上競技連盟第2種公認
- トラック：400m×9レーン（全天候ウレタン舗装）
- 天然芝グラウンド
- 収容人員：5,898人（メインスタンド：548人、芝生スタンド：約5,350人）。
- フィールド：106m×69m（天然芝）

※ナイター設備、常設のスコアボード等は無い

## 笠岡総合スポーツ公園内の施設
- 駐車場：379台 無料
- 多目的広場 ：400メートルトラック、ソフトボール、サッカー等に利用可能
- こども広場
- 笠岡総合体育館 ：管理事務所

## 近隣施設
- かさおか太陽の広場
- 水と緑のふれあい広場

## アクセス
- 徒歩 ： JR笠岡駅下車約30分
- バス ： 井笠バス「笠岡市民病院前」下車徒歩約15分
- 車 ： 山陽自動車道笠岡ICから約10分